# Elízium lánya
Az Elízium lánya (Daughter of Elysium) Joan Slonczewski tudományos-fantasztikus regénye, amely 1993-ban jelent meg, az Elízium-ciklus 2. része. Magyarországon 2008-ban Tamás Dénes fordításában a Galaktika Fantasztikus Könyvek sorozatban a Metropolis Media adta ki. Az Elízium lánya az Ajtó az óceánba eseményei után ezer évvel játszódik a Shora óceánholdon.

## Történet
|  | Alább a cselekmény részletei következnek! |

A Shorán, a vízzel borított holdon az őslakos, magukat genetikailag a körülményekhez igazított Cserék mellett halhatatlanok is élnek a legmodernebb technikával felszerelt úszó szigeteken. A hosszú életűek terméketlenek, nincsenek saját gyermekeik. Viszont gazdagok, mert hosszú lejáratú kölcsönöket folyósítanak a többi bolygó átlagos életű lakóinak. A szervóik (robotjaik) mindenben kiszolgálják őket, baleset híján az emberek ezer évig is elélhetnek. Az ezredik életévhez közelítve viszont minden élethosszabbító kezelés ellenére gyakran egészségügyi problémák jelentkeznek náluk. Ezek kiküszöbölésére hívják Helikon városába Szélklán Feketemedve doktort és diplomata-tolmács feleségét, Esőfelhőt a gyermekeikkel együtt. Az asszony segítségét remélik abban, hogy elkerülhessenek egy véres háborút a barbár, de modern pusztító fegyverekkel rendelkező urulaniakkal. A vendég Szélklán család olyan bolygóról érkezett, ahol az emberek matriarchális társadalomban élnek, ahol a nőket csak istennőként emlegetik, és a férfiak dolga a gyermeknevelés.
|  | Itt a vége a cselekmény részletezésének! |

## Szereplők
- Esőfelhő, nyelvész-diplomata
- Szélklán Feketemedve doktor
- Napraforgó, Esőfelhő fia
- Sólyomkarom, Esőfelhő lánya
- Tulle Meryllishon, elíziumi tudós, az Élethosszabbító Laboratórium igazgatója
- Alin Anaeashon, Tulle társa
- Verid Anaeashon, elíziumi Al-altanácsos
- Iras Letheshon, Verid társa
- Zheron báró, urulani küldött
- Kal Anaeashon, elíziumi logen[1]
- Éjjeli vihar, Esőfelhő nővére
- Draeg, l’lii diák
- Onyx, valedoni diák
- Leresha, a Cserék szószövője
- Ooruwen, a Cserék szószövője
- Yshri, Csere életformáló

## Magyarul
- Elízium lánya; ford. Tamás Dénes; Metropolis Media, Bp., 2008 (Galaktika Fantasztikus Könyvek)